# Treno

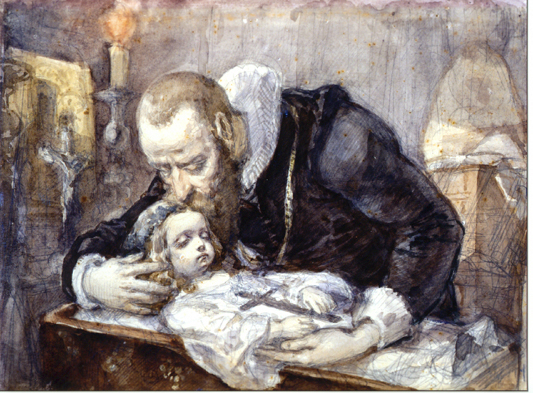
Jan Kochanowski con su hija muerta en una pintura de Jan Matejko inspirada en los Trenos del poeta.

Un treno es una composición de la lírica griega arcaica. Es un lamento fúnebre destinado a ser ejecutado por un coro con acompañamiento musical. Se cantaba en ausencia del muerto, al contrario que los epicedios, cantados en su presencia. 
Los trenos más conocidos son los de Píndaro y los de Simónides, que suelen utilizar el lamento por el muerto como punto de partida para la reflexión moral sobre el destino humano. El treno suele ser comparado con el canto fúnebre y la elegía. También al libro bíblico de las Lamentaciones de Jeremías se le ha llamado Los Trenos. Los poetas bizantinos, sin embargo, preferían el término monodia.